# Katmai (wulkan)
Katmai – stratowulkan w Górach Aleuckich, na Alasce (USA).
Wysokość wulkanu wynosi 2047 m n.p.m. Ostatnia potwierdzona erupcja miała miejsce w czerwcu 1912 roku i osiągnęła poziom 3 w skali VEI. Okolice wulkanu znajdują się pod ochroną jako Park Narodowy Katmai.